# 日本卓球協会
公益財団法人日本卓球協会（にほんたっきゅうきょうかい、英: Japan Table Tennis Association、略称JTTA）は、日本の卓球全体を統括する国内競技連盟。

## 歴史
- 1902年 ヨーロッパの体育視察から帰国した東京高等師範学校教授の坪井玄道が、イギリスで入手したネット、ラケット、ボール、ルールブックを持ち帰り日本に卓球が伝わってきたとされる[3][4]。
- 1931年 前身である日本卓球会が設立される。
- 1935年 全日本卓球選手権大会をオープン開催。翌1936年、正式に初開催。
- 1937年 日本卓球協会と改称。
- 1939年 大日本体育協会に加盟を承認された
- 1946年 第1回国民体育大会にて戦後初の全日本選手権大会を兼ねて行われた。
- 1949年 国際卓球連盟に再加盟。
- 1951年 全日本実業団卓球選手権大会を初開催。
- 1952年 ボンベイで行われた世界選手権で、日本選手が4種目でいきなり世界の頂点に立った。
- 1956年 第23回世界卓球選手権を開催する。会場は東京体育館。
- 1971年 第31回世界卓球選手権を名古屋で開催し、会長後藤鉀二によるピンポン外交が行われた。
- 1972年 中国参加を要請するために、日本はアジア卓球連盟を脱退し、新たに中国を加えたアジア卓球連合を創設し会長国となった。
- 1976年 財団法人化
- 1977年 段級位の制度を導入。日本卓球リーグを発足。
- 1978年 全国レディース卓球大会を初開催。
- 1980年 カデット（14歳以下）大会を初開催。
- 1981年 ホープスホープス（12歳以下）大会を初開催。
- 1983年 第37回世界卓球選手権を東京で開催する。
- 1984年 カブ（10歳以下）大会を初開催。
- 1986年 バンビ（8歳以下）大会を初開催。
- 1987年 荻村伊智朗副会長が国際卓球連盟会長になる。
- 1988年 全国ラージボール卓球大会を初開催。ソウルオリンピックで卓球が正式競技となる。
- 1991年 第41回世界卓球選手権を千葉幕張メッセで開催する。
- 1995年 石川六郎が会長に就任。
- 1998年 飯田亮セコム最高顧問が会長に就任[5]。
- 2001年 第46回世界卓球選手権を大阪市中央体育館で開催する。
- 2004年 大林剛郎大林組会長が会長に就任[6]。
- 2005年 木村興治専務理事が国際卓球連盟副会長になる[7]。
- 2009年 第50回世界卓球選手権個人戦を横浜アリーナで開催する。
- 2012年 4月公益財団法人化、8月ロンドンオリンピックで女子団体(石川佳純,福原愛,平野早矢香)がオリンピックでの初のメダル獲得。
- 2013年 前原正浩専務理事が国際卓球連盟副会長になる[8]。
- 2014年 第52回世界卓球選手権団体戦を国立代々木競技場で開催する。
- 2017年 デュッセルドルフで行われた第54回世界卓球選手権個人戦で吉村真晴/石川佳純組が世界選手権48年ぶりの金メダル獲得。
- 2018年 全日本ラージボール卓球選手権大会を初開催。

## 主な主催大会
協会主催およびその傘下団体の大会では一般観覧者による撮影は禁止。
- 天皇盃・皇后盃全日本卓球選手権大会
- 全日本実業団卓球選手権大会
- 全日本社会人卓球選手権大会
- 全国高等学校卓球選手権大会
- 全国中学校卓球大会

## 加盟団体
- 日本学生卓球連盟
- 全国高等学校体育連盟卓球専門部
- 全国教職員卓球連盟
- 日本卓球リーグ実業団連盟
- 日本知的障がい者卓球連盟
- 日本肢体不自由者卓球協会
- 日本ろうあ者卓球協会

## 外部団体
- 国際卓球連盟
- アジア卓球連合
- 日本オリンピック委員会（JOC）
- JOCエリートアカデミー
- 日本卓球リーグ
- Tリーグ
- 関東学生卓球連盟
- 全国専門学校卓球連盟
- 日本スポーツ協会
- 日本のスポーツ関連団体一覧